# Abdurazzoq Mavlonov
Abdurazzoq Mavlonov (ros. Абдуразак Мавлянов, Abdurazak Mawlanow; ur. 1908, zm. w marcu 1975) – radziecki polityk, premier Uzbeckiej SRR (1950-1951).

## Życiorys
Od 1929 w WKP(b), 1938-1939 sekretarz Komitetu Miejskiego Komunistycznej Partii (bolszewików) Uzbekistanu w Taszkencie, 1939 sekretarz Komitetu Obwodowego KP(b)U w Samarkandzie, 1939-1941 I sekretarz Komitetu Obwodowego KP(b)U w Bucharze. Od 7 grudnia 1941 do 2 września 1942 sekretarz KC KP(b)U ds. propagandy i agitacji, 1942-1946 I sekretarz Komitetu Obwodowego KP(b)U w Taszkencie, 1946-1949 I sekretarz Komitetu Obwodowego KP(b)U w Andiżanie, od 1947 do 19 sierpnia 1950 przewodniczący Rady Najwyższej Uzbeckiej SRR. Równocześnie 1949-1950 słuchacz kursów przy KC WKP(b), od 10 stycznia do 20 sierpnia 1950 sekretarz KC KP(b)U, od 24 kwietnia 1950 do 18 maja 1951 przewodniczący Rady Ministrów Uzbeckiej SRR.